# Bojana Radulović
Bojana Radulović (født 23. marts 1973 i Subotica) er en jugoslavisk-ungarsk tidligere håndboldspiller, der sluttede sin aktive klubkarriere i Dunaújvárosi Kohász KA og spillede på både det jugoslaviske og det ungarske landshold. Hun blev to gange kåret til verdens bedste kvindelige håndboldspiller.

## Aktive karriere

### Klubber
Hun indledte sin elitekarriere i jugoslaviske (serbiske) ŽRK Radnički Beograd, hvor hun var med til at vinde EHF Cup Winners' Cup i 1991. Hun skiftede senere til spanske BM Sagunto og derfra via en mindre ungarsk klub til Dunaferr i 1995. Med Dunaferr blev hun ungarsk mester fem gange (1998, 1999, 2001, 2003 og 2004) og ungarsk pokalvinder ligeledes fem gange (1998, 1999, 2000, 2002 og 2004), Champions League-vinder i 1999, European League-vinder i 1998 og vinder af Champions Trophy 1999. Efter en sæson i Győr spillede hun sine sidste aktive år igen i Dunaújvárosi Kohász KA (som Dunaferr nu var kommet til at hedde), indtil hun indstillede karrieren i 2011.

### Landshold
Radulovics indledte sin landsholdskarriere på det jugoslaviske landshold, hvor hun spillede 70 kampe. Efter at have spillet flere år i Ungarn fik hun i 2000 ungarsk statsborgerskab og stillede derpå op for Ungarn. Ved OL 2000 i Sydney var hun derfor med på Ungarns hold, der blev nummer to i indledende runde efter Sydkorea. Derpå vandt de over Østrig i kvartfinalen efter ekstra spilletid, men vandt så sikkert over de regerende verdensmestre fra Norge i semifinalen, inden det blev til et møde med OL-mestrene fra 1996, Danmark, i finalen. Midt i anden halvleg førte Ungarn med seks mål, og Radulovics havde scoret ni, men derpå scorede Danmark seks mål i træk, og efter udligningen så danskerne sig ikke tilbage og genvandt guldet efter finalesejr på 31-27. Radulovics scorede i alt 55 mål i turneringen (fjerdemest scorende) og kom på turneringens all-star-hold. Hun blev senere valgt til årets ungarske spiller og verdens bedste kvindelige håndboldspiller det år. Hun var på grund af en knæskade ikke med på det ungarske hold, der i december 2000 vandt EM-guld, og en ankelskade tidligt i EM-slutrunden 2001 betød, at hun heller ikke kun hjælpe sit hold, der sluttede på en skuffende sjetteplads. Efter en periode med barsel var Radulovics tilbage til VM 2003, hvor scorede hele 97 mål (rekord ved en slutrunde) og var med til at føre Ungarn i finalen, hvor det efter ungarsk føring det meste af vejen endte med, at Frankrig vandt efter forlænget spilletid og dermed sølv til Ungarn og Radulovics. Radulovics' personlige succes resulterede i, at hun igen i 2003 blev valgt til verdens bedste spiller.
Radulovics var også med ved OL 2004 i Athen, hvor ungarerne blev nummer fem. Efter EM senere samme år, hvor Ungarn fik bronze, indstillede Radulovics sin landsholdskarriere efter 69 kampe og 464 mål for Ungarn.

## Videre karriere
Hun er nu leder af sportsakademiet i hjemklubben Dunaújvárosi Kohász KA.